# Antanartia
Antanartia es un género de lepidópteros de la subfamilia  Nymphalinae en la familia Nymphalidae que se encuentra en el sur de África.

## Especies
- Antanartia abyssinica (Felder, 1867)
- Antanartia borbonica (Oberthür, 1880)
- Antanartia delius (Drury, 1782)
- Antanartia dimorphica Howarth, 1966
- Antanartia hippomene (Hübner, 1823)
- Antanartia schaeneia (Trimen, 1879)